# Liste des châteaux de l'Hérault
Cette page répertorie :
- les 72 châteaux du département de l'Hérault classés ou inscrits au titre des monuments historiques ;
- les 44 châteaux de l'Hérault non classés ni inscrits mais faisant l'objet d'un recensement à l'Inventaire général du patrimoine culturel ;
- une suite non exhaustive de châteaux de l'Hérault non protégés ni recensés, mais dont l'intérêt local fait l'objet de sources.

Chaque édifice bénéficie d'informations supplémentaires dans l'article qui lui est consacré, dès lors que celui-ci existe.

## Liste
| Icône            | Signification    | Abréviations             | Abréviations                  | Abréviations             | Abréviations           |
| ---------------- | ---------------- | ------------------------ | ----------------------------- | ------------------------ | ---------------------- |
| Château fort     | Château fort     | = Bastide                | = Ferme fortifiée             | = Maison forte           | = (Néo-)Palladianisme  |
| Renaissance      | Renaissance      | = Château gascon         | = Folie (montpelliéraine)     | = Manoir, Gentilhommière | = Résidence épiscopale |
| Domaine viticole | Domaine viticole | = Classicisme, classique | = Forteresse, fort(ification) | = Maison (noble)         | = Style Beaux-Arts     |
| Palais           | Palais           | = Commanderie            | = Gothique (flamboyant)       | = Néo-baroque            | = Style Second Empire  |
| Ruine ou disparu | Ruine, disparu   | = Château pinardier      | = Hôtel particulier           | = Néo-classique          | = Style italianisant   |
|                  |                  | = Demeure seigneuriale   | ... = Style Louis XII...XVI   | = Néo-gothique           | = Style troubadour     |
|                  |                  | = Éclectisme             | = Logis (seigneurial)         | = Néo-Renaissance        | = Villa (de Nice)      |
| Baroque, rococo  | Baroque, rococo  | = Édifice religieux      | = Motte castrale/féodale      | = Pavillon de chasse     | = Styles du XXe siècle |

| Possibilité de visites | Signification |
| ---------------------- | --- |
| Go                     | Visite des intérieurs et extérieurs                                                                                 |
| Ext.                   | Visite limitée aux extérieurs et/ou aux jardins                                                                     |
| JdP                    | Visite uniquement lors des Journées du patrimoine                                                                   |
| HT                     | Lieu d'hébergement touristique, château-hôtel ou chambres d'hôtes. La visite est en général réservée à la clientèle |
| VP                     | Édifice visible depuis la voie publique                                                                             |
| Stop                   | Visite non autorisée ou château fermé pour restauration                                                             |

| Type                                             | Château                                                 | Commune                         | Protection                                                                         | Notes                                                               | Coordonnées                        | Illustration |
| ------------------------------------------------ | ------------------------------------------------------- | ------------------------------- | ---------------------------------------------------------------------------------- | ------------------------------------------------------------------- | ---------------------------------- | ------------ |
| Demeure seigneuriale                             | Château d'Agel                                          | Agel                            | Inscrit MH (1979) · Notice no PA00103351                                           | XIIe et XVIIe siècles · HT                                          | 43° 20′ 17,61″ N, 2° 51′ 12,36″ E  |              |
| Folie (montpelliéraine) · Classicisme, classique | Château d'Alco                                          | Montpellier                     |                                                                                    | XVIIIe siècle, Ext.                                                 | 43° 37′ 24,81″ N, 3° 50′ 16,04″ E  |              |
| Demeure seigneuriale                             | Château d'Arboras                                       | Arboras                         | Inscrit MH (1990) · Notice no PA00103764 · Notice no IA00029011                    | XVIIe siècle                                                        | 43° 42′ 37,8″ N, 3° 29′ 05,97″ E   |              |
| Résidence épiscopale · Domaine viticole          | Château des Aresquiers ou Mas Vieux                     | Vic-la-Gardiole                 |                                                                                    | XIIe siècle, VP                                                     | 43° 28′ 12,12″ N, 3° 48′ 37,3″ E   |              |
| Folie (montpelliéraine)                          | Château d'Assas                                         | Assas                           | Classé MH (1937) · Inscrit MH (1989) · Notice no PA00103360                        | 1759-1760,                                                          | 43° 42′ 05,61″ N, 3° 53′ 52,32″ E  |              |
| Demeure seigneuriale                             | Château d'Aubaigues                                     | Saint-Étienne-de-Gourgas        | Notice no IA00029448                                                               | XIVe et XVIIe siècles                                               | 43° 45′ 50,03″ N, 3° 22′ 57,33″ E  |              |
| Château fort · Ruine ou disparu                  | Château d'Aumelas                                       | Aumelas                         | Inscrit MH (1986) · Classé MH (1989) · Notice no PA00103363 · Notice no IA00029019 | XIe et XIVe siècles,                                                | 43° 35′ 51,74″ N, 3° 36′ 31,93″ E  |              |
| Classicisme, classique                           | Château-Bas d'Aumelas                                   | Aumelas                         | Notice no IA00029040                                                               | 1595, HT                                                            | 43° 36′ 32,19″ N, 3° 37′ 44,24″ E  |              |
| Château fort · Ruine ou disparu                  | Château de Baulx                                        | Saint-Jean-de-Buèges            |                                                                                    | XIIe et XVIIe siècles, Ext.                                         | 43° 49′ 41″ N, 3° 37′ 05,31″ E     |              |
| Château fort                                     | Château de Beaufort                                     | Beaufort                        | Inscrit MH (1984) · Notice no PA00103368                                           | XVIe et XIXe siècles                                                | 43° 17′ 50,85″ N, 2° 45′ 26,25″ E  |              |
| Demeure seigneuriale                             | Château de Bélarga                                      | Bélarga                         |                                                                                    | XIVe et XVIIe siècles                                               | 43° 33′ 09,18″ N, 3° 29′ 07,25″ E  |              |
| Folie (montpelliéraine)                          | Château de Bionne                                       | Montpellier                     |                                                                                    | Fin XVIIe siècle, HT                                                | 43° 36′ 09,06″ N, 3° 49′ 14,85″ E  |              |
| Demeure seigneuriale                             | Château de la Blaquière                                 | Saint-Jean-de-la-Blaquière      | Notice no IA00029462                                                               | XIVe et XVIIe siècles                                               | 43° 42′ 55,64″ N, 3° 25′ 27,63″ E  |              |
| Folie (montpelliéraine)                          | Château de Bocaud                                       | Jacou                           | Inscrit MH (2000) · Classé MH (2001) · Notice no PA34000024                        | XVIIe et XVIIIe siècles,                                            | 43° 39′ 40,1″ N, 3° 54′ 42,95″ E   |              |
| Folie (montpelliéraine)                          | Château Bon                                             | Montpellier                     |                                                                                    | 1694,                                                               | 43° 35′ 55,46″ N, 3° 49′ 42,09″ E  |              |
| Néo-Renaissance                                  | Château du Bosc                                         | Mudaison                        | Notice no IA00028323                                                               | XIXe siècle                                                         | 43° 38′ 45,18″ N, 4° 01′ 01,73″ E  |              |
|                                                  | Château de Bouloc                                       | Ceilhes-et-Rocozels             | Notice no IA00029668                                                               | Xe au XVIIIe siècle, rasé en 1964                                   | 43° 48′ 09,69″ N, 3° 06′ 20,47″ E  |              |
| Château fort                                     | Château bas de Boussagues                               | La Tour-sur-Orb                 | Inscrit MH (1988) · Notice no PA00103736 · « Photo », notice no MHR91_20093402612  | XIIe et XVIe siècles, VP                                            | 43° 39′ 07,24″ N, 3° 07′ 48,45″ E  |              |
| Château fort · Ruine ou disparu                  | Château haut de Boussagues                              | La Tour-sur-Orb                 |                                                                                    | XIIe siècle, HT- VP                                                 | 43° 39′ 08,01″ N, 3° 07′ 43,5″ E   |              |
| Château fort · Classicisme, classique            | Château de Brissac (Tours Bermonde)                     | Brissac                         |                                                                                    | XIe et XIIIe siècles, · XVIIe siècle, Ext.                          | 43° 52′ 29,92″ N, 3° 42′ 06,99″ E  |              |
| Château fort · Édifice religieux                 | Château de Cabrerolles                                  | Cabrerolles                     |                                                                                    | XIIe siècle, VP                                                     | 43° 32′ 48,58″ N, 3° 07′ 29,03″ E  |              |
| Motte castrale ou féodale · Ruine ou disparu     | Château de Cabrières                                    | Cabrières                       |                                                                                    | wisigoth, · avant l'an mille, VP                                    |                                    |              |
| Classicisme, classique                           | Château de Cambous                                      | Viols-en-Laval                  | Classé MH (1983) · Inscrit MH (1983) · Notice no PA00103762                        | XVIe et XVIIe siècles, HT                                           |                                    |              |
| Demeure seigneuriale                             | Château de Candillargues                                | Candillargues                   | Notice no IA00028284                                                               | ca. 1625, VP                                                        |                                    |              |
| Château fort · Ruine ou disparu                  | Château de Canet                                        | Canet                           | Notice no IA00029335                                                               | XIVe siècle ?, VP                                                   |                                    |              |
| Résidence épiscopale                             | Château de Capestang                                    | Capestang                       | Classé MH (1995) · Notice no PA00103403                                            | XIVe et XVe siècles, Ext.                                           |                                    |              |
| Domaine viticole                                 | Château de Capion                                       | Aniane                          |                                                                                    | 1870, HT                                                            |                                    |              |
|                                                  | Château de Caravettes                                   | Murles                          |                                                                                    | XIVe et XVe siècles, VP                                             |                                    |              |
| Palais                                           | Château de Cassan                                       | Roujan                          | Inscrit MH (1953) · Classé MH (1953, 1998) · Notice no PA00103685                  | 1754-1758,                                                          |                                    |              |
| Résidence épiscopale                             | Maison Castanier-Rey                                    | Mauguio                         | Inscrit MH (1964, 2007) · Classé MH (2010) · Notice no PA00103504                  | XVe au XVIIe siècle                                                 |                                    |              |
| Château fort                                     | Château de Castelnau                                    | Castelnau-de-Guers              | Inscrit MH (2012) · Notice no PA34000039                                           | XIIIe siècle, Ext.                                                  |                                    |              |
| Classicisme, classique                           | Château de Castries                                     | Castries                        | Classé MH (2004) · Notice no PA00103410                                            | XIVe et XVe siècles,                                                |                                    |              |
| Villa · Domaine viticole                         | Château de Caunelles                                    | Juvignac                        | Inscrit MH (2006) · Notice no PA34000055                                           | XVIe et XVIIIe siècles                                              |                                    |              |
| Maison forte                                     | Château de Cazilhac                                     | Le Bousquet-d'Orb               | Inscrit MH (1987) · Notice no PA00103396 · Notice no IA00029278                    | XVIe siècle, Ext.                                                   |                                    |              |
| Commanderie                                      | Château de Cazouls                                      | Cazouls-d'Hérault               | Inscrit MH (2011) · Notice no PA00103420                                           | XVIe et XVIIIe siècles                                              |                                    |              |
| Château fort                                     | Château de Ceyras                                       | Viols-en-Laval                  | Notice no IA00029338                                                               | XIIIe siècle ?                                                      |                                    |              |
| Domaine viticole                                 | Château du Claud                                        | Saint-Jean-de-Védas             |                                                                                    | XVIIe siècle, VP                                                    | 43° 34′ 44,42″ N, 3° 49′ 39,97″ E  |              |
| Château fort · Ruine ou disparu                  | Donjon de Colombières-sur-Orb (Château de Caroz/Caylus) | Colombières-sur-Orb (Le Battut) | Inscrit MH (1939) · Notice no PA00103443                                           | XIIe et XIVe siècles                                                | 43° 34′ 49,09″ N, 2° 59′ 56,42″ E  |              |
| Classicisme, classique                           | Château de Conas                                        | Pézenas                         | Notice no IA34000553                                                               | XVIIe et XIXe siècles, piscénois                                    |                                    |              |
| Domaine viticole                                 | Château de Coujan                                       | Murviel-lès-Béziers             |                                                                                    | XIIe au XVIIIe siècle, VP                                           |                                    |              |
| Château fort                                     | Château de Cournonterral                                | Cournonterral                   |                                                                                    | XIIe et XVIe siècles,                                               |                                    |              |
| Classicisme, classique                           | Château de Creyssels                                    | Mèze                            |                                                                                    | XVIIe siècle, HT-VP                                                 |                                    |              |
| Demeure seigneuriale                             | Château du Cros                                         | Le Cros                         | Notice no IA00029161                                                               | XVIe et XVIIe siècles, HT-VP                                        |                                    |              |
| Château fort · Ruine ou disparu                  | Château de Cruzy                                        | Cruzy                           |                                                                                    | Moyen Âge                                                           | 43° 21′ 18,67″ N, 2° 56′ 25,84″ E  |              |
| Classicisme, classique                           | Château de la Devèze                                    | Vérargues                       | Inscrit MH (1974) · Notice no PA00103747                                           | XVIIIe siècle,                                                      |                                    |              |
| Château fort                                     | Château de Dio                                          | Dio-et-Valquières               | Classé MH (1930) · Notice no PA00103447 · Notice no IA00029297                     | XIe au XIVe siècle,                                                 |                                    |              |
| Néo-classique                                    | Château de la Dragonne                                  | Béziers                         |                                                                                    | XIXe siècle                                                         | 43° 19′ 36,16″ N, 3° 12′ 38,99″ E  |              |
| Folie (montpelliéraine)                          | Château de l'Engarran                                   | Lavérune                        | Classé MH (1926) · Notice no PA00103474                                            | ca. 1750, Ext.                                                      |                                    |              |
| Résidence épiscopale                             | Château des évêques de Maguelone                        | Murviel-lès-Montpellier         |                                                                                    | XIIIe siècle                                                        |                                    |              |
| Château fort · Ruine ou disparu                  | Château d'Esparrou                                      | Les Plans                       | Notice no IA00029417 Notice no IA00029413                                          | XIIe siècle ?                                                       |                                    |              |
| Domaine viticole                                 | Château de Félines                                      | Mèze                            |                                                                                    | XVIIe siècle, VP                                                    |                                    |              |
| Folie (montpelliéraine)                          | Château de Flaugergues                                  | Montpellier                     | Classé MH (1986) · Inscrit MH (2013) · Notice no PA00103525                        | XVIIe et XVIIIe siècles,                                            |                                    |              |
| Néo-classique                                    | Château de Fondouce                                     | Pézenas                         | Notice no IA34000541                                                               | 1834                                                                |                                    |              |
| Néo-classique                                    | Château de Fontmagne                                    | Castries                        |                                                                                    | XIXe siècle                                                         | 43° 41′ 34,32″ N, 4° 00′ 33,73″ E  |              |
| Renaissance                                      | Château de Fos                                          | Fos                             |                                                                                    | XVIe siècle,                                                        |                                    |              |
| Domaine viticole                                 | Château de Fourques                                     | Juvignac                        |                                                                                    | XIIe au XVIIIe siècle,                                              |                                    |              |
| Demeure seigneuriale                             | Château de Fozières                                     | Fozières                        | Inscrit MH (1951) · Notice no PA00103453 · Notice no IA00029393                    | XIIe au XVIIe siècle                                                |                                    |              |
| Villa                                            | Château de Gardies                                      | Argelliers                      | Notice no IA34000058                                                               | XVIIe siècle                                                        |                                    |              |
| Villa                                            | Château de la Garenne                                   | Poussan                         | Classé MH (1965) · Inscrit MH (2008) · Notice no PA00103670                        | XVIIe et XVIIIe siècles,                                            |                                    |              |
| Renaissance                                      | Château des Gaucelm                                     | Lunel                           | Inscrit MH (1998) · Notice no PA34000017                                           | XIIIe et XVe siècles                                                |                                    |              |
| Château fort · Ruine ou disparu                  | Château du Géant                                        | Saint-Guilhem-le-Désert         |                                                                                    | XIIe siècle                                                         |                                    |              |
| Château fort · Ruine ou disparu                  | Castellas de Gignac                                     | Gignac                          | Inscrit MH (1999) · Notice no PA34000020                                           | XIIIe siècle, VP                                                    |                                    |              |
| Classicisme, classique                           | Château de Girard                                       | Mèze                            |                                                                                    | XVIIe siècle,                                                       |                                    |              |
| Demeure seigneuriale                             | Château de Gourgas                                      | Saint-Étienne-de-Gourgas        | Notice no IA00029449                                                               | XVIe et XIXe siècles                                                |                                    |              |
|                                                  | Château fort de Gourgas                                 | Saint-Étienne-de-Gourgas        | Notice no IA00029445                                                               | XIVe siècle, VP                                                     |                                    |              |
| Domaine viticole                                 | Château de Grammont                                     | Montpellier                     | Notice no IA34000316                                                               | XIIe et XIXe siècles, Ext.                                          |                                    |              |
| Ferme fortifiée                                  | Château de Grandsagnes                                  | Le Soulié                       | Inscrit MH (1992) · Notice no PA00103776                                           | XVIe siècle,                                                        |                                    |              |
| Néo-gothique                                     | Château de la Grange des Prés                           | Pézenas                         | Inscrit MH (2015) · Notice no PA34000110 · Notice no IA34000542                    | XVIIe au XIXe siècle, Ext                                           |                                    |              |
| Néo-gothique                                     | Château de Grézan                                       | Laurens                         | Inscrit MH (1993) · Notice no PA00125492                                           | Fin XIXe siècle, HT                                                 |                                    |              |
| Château fort                                     | Château des Guilhem                                     | Clermont-l'Hérault              | Inscrit MH (1927) · Notice no PA00103438 · Notice no IA00028409                    | XIIe au XVIe siècle,                                                |                                    |              |
| Classicisme, classique                           | Château de Jonquières                                   | Jonquières                      | Inscrit MH (1964) · Notice no PA00103466 · Notice no IA00028991                    | XVIIe siècle, HT/JdP                                                |                                    |              |
|                                                  | Château de Larcade                                      | Pouzols                         | Notice no IA00028772                                                               | XIXe siècle, Arcature du XIIe siècle                                |                                    |              |
| Château fort                                     | Château de Laroque                                      | Laroque                         | Inscrit MH (1979) · Notice no PA00103469                                           | XIe et XIIe siècles, Ext.                                           |                                    |              |
| Maison forte                                     | Château de Laroque                                      | Saint-Étienne-de-Gourgas        | Notice no IA33000224                                                               | XVIIe siècle, HT                                                    |                                    |              |
| Classicisme, classique                           | Château de Larzac                                       | Pézenas                         | Inscrit MH (2004) · Notice no PA34000046 · Notice no IA34000543                    | XVIIe au XIXe siècle                                                |                                    |              |
| Renaissance                                      | Château de Latude                                       | Sorbs                           |                                                                                    | XVIe siècle                                                         | 43° 52′ 32,75″ N, 3° 24′ 31,68″ E  |              |
| Résidence épiscopale                             | Château de Lauroux                                      | Lauroux                         | Notice no IA00029397                                                               | XVIIe et XVIIIe siècles                                             |                                    |              |
| Domaine viticole                                 | Château de la Lauze                                     | Saint-Jean-de-Védas             | Liste des sites inscrits                                                           | XIIe au XVIIIe siècle,                                              | 43° 33′ 59,77″ N, 3° 50′ 47,62″ E  |              |
| Château fort · Ruine ou disparu                  | Château de Lauzières                                    | Octon                           | Inscrit MH (1942) · Notice no PA00103622 · Notice no IA00029203                    | XIIe au XVe siècle,                                                 |                                    |              |
| Classicisme, classique                           | Château de Lavagnac                                     | Montagnac                       | Inscrit MH (1951) · Classé MH (1973) · Notice no PA00103512                        | XVIe et XVIIIe siècles, HT                                          |                                    |              |
| Demeure seigneuriale                             | Château de Lavalette                                    | Lavalette                       | Inscrit MH (1963) · Notice no PA00103472 · Notice no IA00029209                    | XIIIe au XVIIe siècle, VP                                           |                                    |              |
| Résidence épiscopale                             | Château de Lavérune                                     | Lavérune                        | Inscrit MH (1998) · Classé MH (2000) · Notice no PA00103473                        | XVIe siècle,                                                        | 43° 35′ 02,05″ N, 3° 48′ 11,95″ E  |              |
| Folie (montpelliéraine)                          | Château Levat                                           | Montpellier                     | Inscrit MH (1944) · Notice no PA00103526                                           | 1763-1764                                                           |                                    |              |
| Classicisme, classique                           | Château de Lézignan                                     | Lézignan-la-Cèbe                | Inscrit MH (1971) · Notice no PA00103477                                           | XVIIe siècle,                                                       |                                    |              |
| Château pinardier                                | Château de Libouriac                                    | Béziers                         | Inscrit MH (1995) · Notice no PA00135388                                           | 1883-1885,                                                          |                                    |              |
| Classicisme, classique                           | Château de Londres                                      | Notre-Dame-de-Londres           | Inscrit MH (1978) · Notice no PA00103619                                           | XVIe et XVIIe siècles                                               |                                    |              |
| Villa                                            | Château de Loubatières                                  | Pézenas                         | Inscrit MH (2005) · Notice no PA34000050 · Notice no IA34000544                    | XVe au XIXe siècle,                                                 |                                    |              |
| Demeure seigneuriale                             | Château de Lunas                                        | Lunas                           | Notice no IA00029232                                                               | Fin XVIe siècle ?                                                   |                                    |              |
| Néo-classique                                    | Château de Lunel-Viel                                   | Lunel-Viel                      | Inscrit MH (1990) · Notice no PA00103769                                           | XIXe siècle, Ext.                                                   |                                    |              |
| Maison (noble)                                   | Château de Malbois (Maison Vinas)                       | Poussan                         | Inscrit MH (1963) · Notice no PA00103671                                           | XIVe et XVe siècles, XVIe et XVIIe siècles                          | 43° 29′ 18,38″ N, 3° 40′ 11,98″ E  |              |
| Château fort · Ruine ou disparu                  | Château de Malavieille                                  | Mérifons                        | Notice no IA00029272                                                               | XIIe et XIIIe siècles,                                              |                                    |              |
| Demeure seigneuriale                             | Château de Margon                                       | Margon                          | Inscrit MH (1937) · Classé MH (2017) · Notice no PA00103499                        | XVe au XVIIIe siècle, Ext.                                          |                                    |              |
| Demeure seigneuriale                             | Château de Marsillargues                                | Marsillargues                   | Classé MH (1995) · Notice no PA00103500                                            | XVe au XVIIIe siècle,                                               |                                    |              |
| Motte castrale ou féodale · Ruine ou disparu     | Motte féodale de Mauguio ou Belvédère                   | Mauguio                         | Inscrit MH (2008) · Notice no PA34000072                                           | Moyen Âge                                                           | 43° 36′ 55,61″ N, 4° 00′ 35,16″ E  |              |
| Demeure seigneuriale                             | Château de Maureilhan                                   | Maureilhan                      | Inscrit MH (1980) · Notice no PA00103505                                           | XIVe au XVIIe siècle,                                               |                                    |              |
| Château fort · Ruine ou disparu                  | Château de Mercoirol                                    | Les Aires                       |                                                                                    | Xe siècle                                                           |                                    |              |
| Villa                                            | Château de Méric                                        | Castelnau-le-Lez                |                                                                                    | XIIe et XIXe siècles, Ext.                                          |                                    |              |
| Château fort · Ruine ou disparu                  | Château de Minerve                                      | Minerve                         |                                                                                    | XIIIe siècle                                                        |                                    |              |
| Folie (montpelliéraine)                          | Château de la Mogère                                    | Montpellier                     | Classé MH (1945, 1966) · Notice no PA00103527                                      | 1715,                                                               |                                    |              |
| Château fort · Ruine ou disparu                  | Tour de Montady                                         | Montady                         | Inscrit MH (1960) · Notice no PA00103511                                           | XIIe siècle, VP                                                     |                                    |              |
| Château fort                                     | Château de Montarnaud                                   | Montarnaud                      | Notice no IA34000126                                                               | XIe au XIXe siècle,                                                 |                                    |              |
| Château fort · Ruine ou disparu                  | Château de Montferrand                                  | Saint-Mathieu-de-Tréviers       |                                                                                    | XIIe siècle,                                                        |                                    |              |
| Néo-classique                                    | Château de Montferrier                                  | Montferrier-sur-Lez             | Inscrit MH (1990) · Notice no PA00103767                                           | XVIIe et XVIIIe siècles,                                            |                                    |              |
| Château fort · Ruine ou disparu                  | Château de Montlaur                                     | Montaud                         | Inscrit MH (1942) · Notice no PA00103516                                           | XIe siècle,                                                         |                                    |              |
| Château fort                                     | Château de Montlaur                                     | Murles                          |                                                                                    | XIIe siècle                                                         |                                    |              |
| Demeure seigneuriale                             | Château Montlaur                                        | Poussan                         | Inscrit MH (2006) · Notice no PA34000060                                           | XIIIe au XVIe siècle, VP                                            |                                    |              |
| Château fort · Ruine ou disparu                  | Castellas de Montpeyroux                                | Montpeyroux                     | Notice no IA00028865                                                               | XIe siècle                                                          | 43° 42′ 20,654″ N, 3° 30′ 36,88″ E |              |
|                                                  | Château de Montpeyroux                                  | Montpeyroux                     | Notice no IA00028899                                                               | Fin XVe siècle, Ext., détruit en 1791                               |                                    |              |
| Néo-gothique                                     | Château de Montpezat                                    | Pézenas                         | Notice no IA34000545                                                               | XVIe et XIXe siècles                                                |                                    |              |
| Folie (montpelliéraine)                          | Château de la Mosson                                    | Montpellier                     | Classé MH (2003) · Notice no PA00103528                                            | 1723-1727,                                                          |                                    |              |
| Château fort · Ruine ou disparu                  | Château de Mourèze                                      | Mourèze                         | Notice no IA00028523                                                               | Xe siècle ?, VP                                                     |                                    |              |
| Château fort · Ruine ou disparu                  | Château de Murles                                       | Murles                          |                                                                                    | XIIe siècle,                                                        |                                    |              |
| Château fort                                     | Château de Murviel                                      | Murviel-lès-Béziers             |                                                                                    | XVe siècle,                                                         |                                    |              |
| Château pinardier                                | Château de Mus                                          | Murviel-lès-Béziers             |                                                                                    | XIXe siècle, VP                                                     |                                    |              |
| Classicisme, classique                           | Château de Nizas                                        | Nizas                           | Inscrit MH (1980) · Notice no PA00103618                                           | XVIIe siècle,                                                       |                                    |              |
| Folie (montpelliéraine)                          | Château d'Ô                                             | Montpellier                     | Classé MH (1922) · Notice no PA00103529                                            | 1743-1750,                                                          |                                    |              |
| Éclectisme                                       | Château du Parc                                         | Pézenas                         | Notice no IA34000546                                                               | XVIe au XIXe siècle,                                                |                                    |              |
| Demeure seigneuriale                             | Château de Pardailhan                                   | Pardailhan                      |                                                                                    | ca. 1650, HT                                                        |                                    |              |
| Ruine ou disparu                                 | Château de Parlatges                                    | Saint-Pierre-de-la-Fage         | Notice no IA00029662                                                               | XVIIe siècle                                                        |                                    |              |
| Château fort                                     | Château de Pégairolles                                  | Pégairolles-de-l'Escalette      | Classé MH (1984) · Notice no PA00103630 · Notice no IA00029153                     | XIIe et XVIIe siècles, VP                                           |                                    |              |
| Demeure seigneuriale                             | Château de Perdiguier                                   | Maraussan                       | Inscrit MH (1972) · Notice no PA00103498                                           | XIIIe au XVIIIe siècle,                                             |                                    |              |
| Hôtel particulier                                | Hôtel de Peyrat                                         | Pézenas                         | Inscrit MH (1994) · Notice no PA00132614 · Notice no IA34000534                    | Moyen Âge, XVIe et XVIIe siècles, XVIIIe siècle, office de Tourisme | 43° 27′ 42,94″ N, 3° 25′ 23,95″ E  |              |
| Classicisme, classique                           | Château de Peyrat                                       | Tourbes                         | Classé MH (1983) · Inscrit MH (1983) · Notice no PA00103739 · Notice no IA34000547 | XVIIe siècle                                                        |                                    |              |
| Ruine ou disparu                                 | Château de Pézenas                                      | Pézenas                         | Notice no IA34000562                                                               | Xe au XVIIe siècle, VP                                              |                                    |              |
| Château fort                                     | Château de Pézènes                                      | Pézènes-les-Mines               | Inscrit MH (1981) · Notice no PA00103663                                           | XIVe au XVIIe siècle,                                               |                                    |              |
| Maison (noble)                                   | Château de Pignan                                       | Pignan                          |                                                                                    | XVIIe siècle,                                                       |                                    |              |
| Folie (montpelliéraine)                          | Château de la Piscine                                   | Montpellier                     | Classé MH (1942) · Notice no PA00103524                                            | ca. 1770                                                            |                                    |              |
| Villa                                            | Château de Popian                                       | Popian                          | Notice no IA00028844                                                               | XVIe et XIXe siècles,                                               |                                    |              |
| Demeure seigneuriale                             | Château de Poussan-le-Haut                              | Béziers                         | Inscrit MH (1975) · Notice no PA00103376                                           | XVIIIe siècle                                                       |                                    |              |
| Classicisme, classique                           | Château de Pouzolles                                    | Pouzolles                       |                                                                                    | XVIe et XIXe siècles, Ext.                                          |                                    |              |
| Forteresse, fort(ification) · Ruine ou disparu   | Remparts de Pouzols                                     | Pouzols                         | Notice no IA00028762                                                               | Moyen Âge, XVIe et XVIIe siècles                                    | 43° 37′ 04,02″ N, 3° 30′ 50,26″ E  |              |
| Demeure seigneuriale                             | Château de Preignes-le-Vieux                            | Vias                            | Inscrit MH (1995) · Notice no PA00135396                                           | XIIIe au XVIIe siècle,                                              |                                    |              |
| Château fort                                     | Château du Puech                                        | Le Puech                        | Notice no IA00029433                                                               | XVe siècle ?                                                        |                                    |              |
| Demeure seigneuriale                             | Château de Puilacher                                    | Puilacher                       | Inscrit MH (1984) · Notice no PA00103676 · Notice no IA00028755                    | XVe et XVIIe siècles, HT                                            |                                    |              |
|                                                  | Château de Puimisson                                    | Puimisson                       | Inscrit MH (1997) · Notice no PA34000013                                           | XVIIIe siècle,                                                      |                                    |              |
| Château fort                                     | Château de Puissalicon                                  | Puissalicon                     | Inscrit MH (1988) · Notice no PA00103677                                           | XIIIe au XVIe siècle                                                |                                    |              |
| Folie (montpelliéraine)                          | Château de Restinclières                                | Prades-le-Lez                   |                                                                                    | XVIIe et XVIIIe siècles,                                            |                                    |              |
| Demeure seigneuriale                             | Château de Ribaute                                      | Lieuran-lès-Béziers             | Inscrit MH (1997) · Notice no PA34000012                                           | XVIe et XVIIe siècles, HT                                           |                                    |              |
|                                                  | Roc Castel                                              | Le Caylar                       | Notice no IA00029054                                                               | XIIe siècle,                                                        |                                    |              |
|                                                  | Château de Roquelune                                    | Pézenas                         | Notice no IA34000576                                                               | XVIIIe siècle,                                                      |                                    |              |
|                                                  | Château de Roquessels                                   | Roquessels                      | Notice no PA00103774                                                               | Xe siècle                                                           | 43° 33′ 08,65″ N, 3° 13′ 23,416″ E |              |
| Château fort · Ruine ou disparu                  | Château de la Roquette                                  | Rouet                           | Inscrit MH (1940) · Notice no PA00103681                                           | XIIe siècle, VP                                                     |                                    |              |
|                                                  | Château de Saint-Bauzille                               | Saint-Bauzille-de-Putois        | Inscrit MH (2009) · Notice no PA34000077                                           |                                                                     |                                    |              |
| Château pinardier                                | Château Saint-Bauzille                                  | Béziers                         | Inscrit MH (2007) · Notice no PA34000068                                           | XIXe siècle,                                                        |                                    |              |
| Demeure seigneuriale                             | Château de Saint-Geniès                                 | Saint-Geniès-de-Fontedit        | Inscrit MH (1997) · Notice no PA34000014                                           | XVIIe siècle, VP                                                    |                                    |              |
|                                                  | Château de Saint-Guiraud                                | Saint-Guiraud                   | Notice no IA00028676                                                               | XVIIe siècle                                                        |                                    |              |
| Néo-gothique                                     | Tour de Saint-Jean-d'Aureilhan                          | Béziers                         | Inscrit MH (1988) · Notice no PA00103394                                           | XIXe siècle                                                         | 43° 20′ 22,12″ N, 3° 15′ 26,14″ E  |              |
| Villa                                            | Domaine de Saint-Jean-de-Bébian                         | Pézenas                         | Notice no IA34000573                                                               | XVIIe siècle                                                        |                                    |              |
| Demeure seigneuriale                             | Château de Saint-Jean-de-Védas                          | Saint-Jean-de-Védas             |                                                                                    | Avant le XIe siècle,                                                | 43° 34′ 39,46″ N, 3° 49′ 33,33″ E  |              |
| Classicisme, classique                           | Château de Saint-Julien                                 | Pézenas                         | Notice no IA34000550                                                               | XVIe et XIXe siècles, piscénois                                     |                                    |              |
|                                                  | Château de Saint-Martin                                 | La Vacquerie                    |                                                                                    |                                                                     |                                    |              |
| Néo-Renaissance                                  | Château de Saint-Martin-de-Graves                       | Pézenas                         | Notice no IA34000551                                                               | 1891-1895                                                           |                                    |              |
|                                                  | Château de Saint-Martin-du-Vignogoul                    | Pignan                          |                                                                                    | XVIIIe siècle, VP                                                   |                                    |              |
|                                                  | Château de Saint-Maurice                                | Saint-Maurice-Navacelles        | Notice no IA00029079                                                               | XIIIe et XVIIe siècles                                              |                                    |              |
| Ruine ou disparu                                 | Château de Saint-Michel                                 | Saint-Michel                    | Notice no IA00029123                                                               | XVIe siècle ?                                                       |                                    |              |
|                                                  | Château de Saint-Pargoire                               | Saint-Pargoire                  | Notice no IA00028655                                                               | XVIIe siècle ?                                                      |                                    |              |
|                                                  | Château de Saint-Privat                                 | Saint-Privat                    |                                                                                    | XIIIe siècle,                                                       |                                    |              |
| Demeure seigneuriale · Résidence épiscopale      | Château de Savignac-le-Haut                             | Cazouls-lès-Béziers             | Inscrit MH (1983) · Notice no PA00103421                                           | XIIe au XVIIIe siècle, HT                                           |                                    |              |
| Villa · Domaine viticole                         | Château de Sériège                                      | Cruzy                           |                                                                                    | XIXe siècle,                                                        | 43° 19′ 49,29″ N, 2° 57′ 00,41″ E  |              |
| Demeure seigneuriale                             | Château de Sorbs                                        | Sorbs                           | Inscrit MH (1986) · Notice no PA00103730 · Notice no IA00029107                    | XVIe et XVIIe siècles                                               |                                    |              |
| Château fort                                     | Château de Soubès                                       | Soubès                          | Inscrit MH (1988) · Notice no PA00103732 · Notice no IA00029594                    | XIIe au XVe siècle, VP                                              |                                    |              |
| Résidence épiscopale                             | Château du Terral                                       | Saint-Jean-de-Védas             |                                                                                    | XVIe siècle,                                                        | 43° 35′ 05,97″ N, 3° 49′ 47,99″ E  |              |
| Château pinardier                                | Château de la Tour                                      | Montady                         | Inscrit MH (2007) · Notice no PA34000067                                           | XIXe siècle                                                         |                                    |              |
| Demeure seigneuriale                             | Château de Tressan                                      | Tressan                         | Notice no IA00028598                                                               | XVe au XVIIe siècle, VP                                             |                                    |              |
| Demeure seigneuriale                             | Château d'Usclas-du-Bosc                                | Usclas-du-Bosc                  | Notice no IA00029622                                                               | ca. 1650                                                            |                                    |              |
|                                                  | Château de Vendres                                      | Vendres                         | Fief supposé de Guy de Lévis                                                       |                                                                     |                                    |              |
| Folie (montpelliéraine)                          | Château de Verchant                                     | Castelnau-le-Lez                | Inscrit MH (2003) · Notice no PA34000042                                           | XVIe et XIXe siècles, HT                                            |                                    |              |
| Château fort                                     | Château du Vieux Mujolan                                | Fabrègues                       | Inscrit MH (1991) · Notice no PA00103770                                           | XIIe et XIIIe siècles                                               |                                    |              |
| Style Second Empire                              | Château du Villarel                                     | Brissac                         |                                                                                    | XIXe siècle, HT                                                     |                                    |              |
|                                                  | Chateau Vista Allegre                                   | Saint-Jean-de-Védas             |                                                                                    | XXe siècle, VP (Clinique)                                           | 43° 34′ 45,76″ N, 3° 49′ 31,15″ E  |              |